# Набиев, Рашад Наби оглу
Набиев, Рашад Наби оглы (азерб. Rəşad Nəbi oğlu Nəbiyev; род. 26 августа 1977, Сумгаит) — азербайджанский государственный деятель. Министр цифрового развития и транспорта Азербайджана.

## Биография
Рашад Набиев родился 26 августа 1977 года в Баку. В 2000 году окончил Академию государственного управления при Президенте Азербайджана по специальности «Государственное и муниципальное управление». В 2000 — 2002 годах получал степень магистра по экономике в Университете Северной Каролины.  
В 1997 — 2000 годах работал в Центре информационных ресурсов и технологий, затем в отделе внешних связей аппарата Президента Азербайджана.
В 2002 — 2004 годах работал в Департаменте рыночных операций Центрального банка Азербайджана. 
С 2002 года является членом Тарифного (ценового) Совета Азербайджана.
В 2004 — 2011 годах являлся начальником отдела финансового, экономического и учётного анализа Министерства связи и информационных технологий Азербайджана. 
Председатель ОАО «Азеркосмос» (24 января 2011 — 26 января 2021). 
Министр транспорта, связи и высоких технологий Азербайджана (с 26 января 2021). 
В октябре 2021 года министерство было переименовано в Министерство цифрового развития и транспорта.
Президент Федерации дзюдо Азербайджана (с 1 ноября 2021).
Председатель комиссии по новым технологиям и высокому качеству при Международной федерации дзюдо
Председатель Государственной комиссии, созданной с целью финансирования восстановления и реконструкции участка Марабда-Ахалкалаки проекта "Новая железная дорога Баку-Тбилиси-Карс" и строительства участка от Ахалкалаки до границы с Турцией
Член исполнительного комитета Международной федерации дзюдо 

## Награды
- Медаль "Терегги" (6 февраля 2014)[12]